# Savage (Minnesota)
Pour les articles homonymes, voir Savage.
La ville de Savage (en anglais [ˈsævɪdʒ]) est située dans la banlieue sud de Minneapolis, dans le comté de Scott, dans l’État du Minnesota, aux États-Unis. Sa population était de 26 911 habitants lors du recensement de 2010.

## Patrimoine
- Église Saint-Jean-Baptiste (catholique), architecture moderne[2]